# Mīsheh Deh Pa'īn
Mīsheh Deh Pa'īn (persiska: میشه ده پائین, Mīsheh Deh-e Soflá) är en ort i Iran.   Den ligger i provinsen Västazarbaijan, i den nordvästra delen av landet, 600 km väster om huvudstaden Teheran. Mīsheh Deh Pa'īn ligger 1 589 meter över havet och antalet invånare är 398.
Terrängen runt Mīsheh Deh Pa'īn är lite bergig.Runt Mīsheh Deh Pa'īn är det ganska glesbefolkat, med 48 invånare per kvadratkilometer. Närmaste större samhälle är Piranshahr, 18,3 km nordväst om Mīsheh Deh Pa'īn. Trakten runt Mīsheh Deh Pa'īn består i huvudsak av gräsmarker.